# Дюлиця
Дю́лиця (болг. Дюлица) — село в Кирджалійській області Болгарії. Входить до складу общини Кирково.

## Населення
За даними перепису населення 2011 року у селі проживали 273 особи, з них 261 особа (98,1%) — турки.
Розподіл населення за віком у 2011 році:
Динаміка населення: